# گونپانا پالگامدا
گونپانا پالگامدا (به لاتین: Gunnepana Pallegammedda) یک منطقهٔ مسکونی در سری‌لانکا است که در استان مرکزی (سری‌لانکا) واقع شده‌است.